# ستيفان حنا ستيفان
ستيفان حنا ستيفان (1894–1949)، والمعروف أيضًا باسم "سانت إتش ستيفان"، كان كاتبًا ومترجمًا ومذيعًا فلسطينيًا للتاريخ والفولكلور في فلسطين. إلى جانب نشر المقالات الأصلية وأدلة السفر وكتب تفسير العبارات الشائعة باللغتين الإنجليزية والألمانية، والبث باللغة العربية، أنتج ستيفان أيضًا العديد من ترجمات الكتب، مستفيدًا من طلاقته في جميع هذه اللغات، بالإضافة إلى التركية العثمانية والسريانية. تلقى تعليمه في مدرسة شنلر، وهي البروتستانتية الألمانية دار الأيتام التي تعمل في القدس، وعمل في سلطات فلسطين الانتدابية، أولاً في الخزانة، ثم في دائرة الآثار.

## النشأة
ولد اسطفان في بيت جالا عام 1894، أثناء حكم الإمبراطورية العثمانية في فلسطين. كانت عائلته جزءًا من الطائفة المسيحية السريانية الأرثوذكسية هناك، لكنه درس في مدرسة اللوثرية شنلر في لفتا، القدس، حيث عمده/ثبته من قبل المدرسة. ابن المؤسس، ثيودور شنلر، في عام 1908. لا يُعرف سوى القليل عن حياته المبكرة، ولكن يُعتقد أنه خدم في الجيش العثماني في بعض الصفة في الحرب العالمية الأولى، بناءً على ذكره لسماعه. الأكراد الأغاني الشعبية أثناء وجودهم في منبج وجرابلس في مقالته عام 1922 عن الأغاني الشعبية الفلسطينية.

## المهنة

### أغاني الأغاني
أحد أقدم أعمال ستيفان، "المتوازيات الفلسطينية مع نشيد الأناشيد" (1922)، وثّق كلمات الأغاني الشعبية في فلسطين وقارنها بسلائف الكتاب المقدس وبلاد ما بين النهرين وكنعان. ظهرت في مجلة الجمعية الشرقية الفلسطينية (JPOS)، وباحث الكتاب المقدس وعالم فقه اللغة ويليام فوكسويل أولبرايت أطلق على ستيفان لقب "الشاب الواعد". كان ستيفان جزءًا من مدرسة غير رسمية "للأهليين" الإثنوغرافيين ومن أبرزهم توفيق كنعان الذي نشر أعمالهم في بطاقة معاملات المنظمة الدولية للتقييس (JPOS). وصدر مقال ثان بعنوان "الجنون في الفولكلور الفلسطيني" عام 1925، والنشرة الربع سنوية لـ  صندوق استكشاف فلسطين عرض هاتين المقالتين في عامي 1924 و1925. كان الدافع وراء أبحاث ومساهمات هؤلاء الفلسطينيين المقدسيين في الغالب هو اعتقادهم بأن "الثقافة الأصلية لفلسطين"، ممثلة بشكل أفضل في العصور القديمة "التراث الحي" وتقاليد الفلاحين، كان لا بد من توثيقه بشكل عاجل في مواجهة تعدي "الاستعمار والحداثة".
في هذا العمل الإثنوغرافي، قام ستيفان بجمع ونسخ اثنتين وثلاثين صفحة من الأغاني الشعبية الفلسطينية اليومية التي تتمحور حول موضوعات الحب، وجمال المحبوب، باللهجة العامية العربية الفلسطينية. تقوم الصفحات الثلاثة والخمسون التالية بنسخ الأغاني بالترجمة الصوتية بالحروف اللاتينية والترجمة الإنجليزية مع التعليقات التوضيحية. في هذا القسم يتم تسجيل النطق العامي بأمانة أكبر (على سبيل المثال، إسقاط "قاف"، بحيث يصبح "أمات"). في الصفحات الخمس والعشرين الأخيرة، يراجع ستيفان الأغاني الشعبية المختارة، ويقارنها بالموضوعات والزخارف الرئيسية في "الأناشيد" (نشيد الأناشيد)، بالإضافة إلى الأدب العربي والشعر.
في يناير 1922، كتب ستيفان مقالًا مبكرًا مهمًا آخر باللغة العربية ركز على جمهور وموضوع مختلفين تمامًا. "مرآة"، نشرتها مجلة "سركيس" ومقرها القاهرة، الذي يحمل اسم العائلة اللبنانية التي أسسته، كان موجهًا إلى العالم العربي ومساهمة في المناقشات التي أثارتها النهضة، حيث دافع ستيفان عن المساواة بين الجنسين كوسيلة للتنمية الوطنية في جميع المجالات.

### الترجمات
أثناء عمله في دائرة الآثار، شارك في تأليف أوراق بحثية مع ديمتري برامكي ونشر مقالات وترجمات أخرى للوثائق والنقوش العثمانية من القدس في دورتهم الربع سنوية. أشارت المجلة الأمريكية لعلم الآثار إلى عمله في ترجمة الوثائق المملوكية والعثمانية عام 1934 باعتبارها مساهمة مهمة. من المحتمل أن تحيز الإدارة الاستعمارية ضد النهوض بوضع العلماء العرب الفلسطينيين قد أعاق تقدمه. قد يكون توقيعه على المقالات تحت الاسم الأوروبي "سانت ستيفان" بمثابة رد فعل متعمد على تلك الظروف، وهو مصدر إسناد بعض أعماله إلى مؤلفين آخرين بشكل خاطئ.
في 1934-1935، استخدم ستيفان مهاراته في الترجمة لتأليف دليل أساسي للغة العربية للهجة الفلسطينية، بعنوان "العربية التي تدرس ذاتيًا: كتاب تمهيدي"؛ أولاً باللغة الألمانية ثم باللغة الإنجليزية. تم نشر الأدلة بواسطة مكتبة ستايماتسكي في دار الأيتام السورية، وتشير المقدمة الإنجليزية إلى أن الطبعات الفرنسية والعبرية ستصدر قريبًا، على الرغم من أنه يبدو أنها لم تتحقق أبدًا. قدمت أولبرايت مدخلات في تكوينها، وتشير المفردات المضمنة إلى أنها كانت تستهدف زيارة طلاب الآثار، وكذلك المسؤولين الأجانب والسياح والتجار. نُشر هذا في ستة أجزاء من عام 1935 إلى عام 1942 في "الفصلية الصادرة عن دائرة الآثار"، باسم "رحلات أوليا تشلبي في فلسطين (1648-1650)". ليو أرييه ماير، زميله في القسم، ساهم أيضًا في التعليقات التوضيحية والترجمات للأجزاء الأربعة الأولى، على الرغم من أن ستيفان أكمل ترجمة القسمين الأخيرين وحده. يقترح إيرفينغ أنه ربما ثورة 1936 تعاونت مع ماير، وهو الصهيونية، الأمر الذي لا يمكن الدفاع عنه بشكل متزايد بالنسبة لستيفان. في رسالة من عام 1932، يصف عمل جرانكفيست بأنه "عمل مهم عن فلسطين"، مما يشير إلى أهمية كل من فلسطين والإثنوغرافيا بالنسبة له.

### أعمال الراديو والمتحف
ابتداءً من عام 1936، كان ستيفان أيضًا مذيعًا للإذاعة الإذاعية لـ خدمة الإذاعة الفلسطينية، وهي محطة إذاعية مملوكة للحكومة الفلسطينية الانتدابية. في الساعة العربية، شارك الكثير من اهتمامه بالإثنوغرافيا والتاريخ مع السكان الناطقين بالعربية في فلسطين. ولم تكن أجهزة الراديو متاحة على نطاق واسع في ذلك الوقت، لكن السكان المحليين كانوا يستمعون إلى البث باللغة العربية. مقاهي القرية، وبرامج ستيفان الإذاعية احتفت وتقديرت التقاليد والثقافة الشعبية الفلسطينية، مما لفت انتباه الجمهور إلى تاريخ الأمة الغني.
بعد حضوره تأسيس متحف آثار فلسطين في ثلاثينيات القرن العشرين، عمل مع زوجته الأرمنية أراسكي كيشيشيان كمساعد أمين مكتبة في المتحف. عمل طوال الأربعينيات على مشروع عمل نسخ مكتوبة بخط اليد ومصورة للمخطوطات في المكتبات الخاصة في القدس، بما في ذلك المكتبة الخالدية من عام 1941 إلى عام 1948، وهي بعض النسخ الوحيدة المتبقية من هذه الأعمال (الآن في متحف روكفلر). تمت ترقيته من مساعد أمين المكتبة إلى مسؤول الآثار في عام 1945.
كما أنتج ستيفان دليلي سفر مع المصور بولس عفيف، وهو مواطن مقدسي، بعنوان "هذه فلسطين" و"فلسطين عبر الطريق"."السكك الحديدية الثانية"، نُشر عام 1942، وتم نشر أول الكتابين كطبعة ثانية عام 1947.

## في وقت لاحق الحياة والموت
في عام 1947، كان ستيفان لا يزال يعمل في دائرة الآثار، وهذه المرة في بعثات إلى قبرص، حيث فك رموز النقوش الإسلامية المبكرة. مع النكبة عام 1948، انتهى به الأمر هو وزوجته وولديه، آرثر وأنجيلو، إلى لاجئين فلسطينيين في لبنان. وكان من المقرر أن يستمر عمله في قبرص، التي كانت مستعمرة بريطانية في ذلك الوقت، لكنه توفي في عام 1949. وغادرت أرملته وأبناؤه بعد ذلك إلى البرازيل.
شارك ستيفان في العديد من التعاونات والمراسلات الأخرى مع كتاب فلسطينيين وعرب وأوروبيين. في المراسلات مع هيلما جرانكفيست، عبر عن الألفة والاحترام، ونقل تحيات "ست لويزا" (لويز بالدنسبيرجر، 1862–1938)، وتقديم انتقادات للترجمات العربية والنسخ الصوتي في أعمال جرانكفيست. من المجلد العشرة رحلة العثماني من القرن السابع عشر لـ سياحة نامة (كتاب الرحلات) لـ أوليا جلبي، قام ستيفان بترجمة القسم النادر من فلسطين. "كان ضمنًا في أبحاثهم (التي أوضحها كنعان نفسه) موضوعًا آخر، وهو أن فلاحي فلسطين يمثلون من خلال أعرافهم الشعبية. التراث الحي لجميع الثقافات القديمة المتراكمة التي ظهرت في فلسطين (بشكل رئيسي كنعانية، فلسطينية، عبرية، نبطية، سريانية آرامية وعربية)."

## الأعمال المنشورة والمذاعة

### المجلات والترجمات الأكاديمية
- "المرأة (المرأة)" (يناير 1922). سركيس.
- "الببليوغرافيات في فترة ما بعد الحرب في ولايات الشرق الأدنى" ستيوارت سي. دود، أد. (ثلاثينيات القرن العشرين). مجموعة من المنشورات حول العلوم الاجتماعية في الشرق الأوسط.
- اوليا تشلبي أسفاره في فلسطين (1648–1650)، كمترجم[18]

### البث الإذاعي
- "الفطنة والحكمة في الأغاني الشعبية العربية" (13 ديسمبر 1936)
- "المهن المنسية في فلسطين" (29 يناير 1937)
- "الآثار التركية في فلسطين" (1 أبريل 1937)
- "مكتبات الأمويين" (7 نوفمبر 1938)
- سلسلة "تاريخ فلسطين" تشمل العصر الحجري وعصر "البدو" وتحت حكم الفراعنة والآشوريين واليونانيين (نوفمبر-ديسمبر 1938)
- "مهرجان نبي روبين في جنوب فلسطين" (28 أغسطس 1938)[15]

### كتب العبارات وأدلة السفر
- اللغة العربية العصامية: كتاب تمهيدي (1935)، ستيماتسكي، (الإنجليزية)
- دليل التعليم الذاتي للغة العربية (مع كتاب تفسير العبارات الشائعة المصاحب)، 1934، ستيماتسكي (الألمانية)
- هذه هي فلسطين: دليل مختصر للمواقع المهمة في فلسطين وشرق الأردن وسوريا، (1942، الطبعة الثانية 1947)، مطبعة بيت المقدس
- فلسطين بالطرق والسكك الحديدية: دليل مختصر للمواقع المهمة في فلسطين وسوريا (1942)، القدس.

## انظر ايضا
- ستيفن خوري
- القائد نعمان